# Time Warp Festival
Das Time Warp Festival ist ein regelmäßig stattfindendes Festival der elektronischen Tanzmusik.

## Geschichte
Die Premiere war 1994 in der Walzmühle in Ludwigshafen. Seit 2000 ist jedes Frühjahr die Mannheimer Maimarkthalle fester Austragungsort, wobei DJ-Größen wie Sven Väth, Carl Cox und Richie Hawtin von Anfang an mit dabei waren. Am 50. Geburtstag von Sven Väth, dem 25. Oktober 2014, wurde zu dessen Ehren eine zweite kleinere Version des Time Warp Festivals in der Maimarkthalle gefeiert, bei der Väth selbst, sowie Richie Hawtin, Luciano, DJ Koze und Alex Azary auflegten. 2019 feierte das Festival sein 25-jähriges Bestehen in Deutschland und war – wie bereits in den Jahren davor – restlos ausverkauft. Der DJ Laurent Garnier wurde dabei speziell geehrt, da er seit der ersten Veranstaltung 1994 jedes Jahr dabei war.
Das Time Warp Festival ist seit 2005 auch im Ausland präsent, so gab es Stationen in Prag, Wien, Turin, Mailand, Zürich und von 2008 bis 2014 regelmäßig in den Niederlanden.
Ab 2014 folgten Festivals in Buenos Aires und New York City. Bei der Time Warp 2016 in Buenos Aires kam es durch Drogenmissbrauch zu mindestens fünf Toten. Der zweite Tag des Festivals wurde daraufhin abgesagt. Auch in den Jahren darauf fand in Buenos Aires keine Time Warp mehr statt.
Seit 2018 findet das Festival auch in São Paulo in Brasilien statt. 2020 und 2021 fanden aufgrund der COVID-19-Pandemie weltweit keine Austragungen der Time Warp statt. 2022 kehrte das Festival mit jeweils zweitägigen Veranstaltungen in Mannheim, New York City und São Paulo zurück. Für Mannheim ist es das erste Mal, dass das Festival an zwei Tagen stattfindet, dies wurde sowohl 2022 als auch anlässlich des 30-jährigen Bestehens 2024 wiederholt. Ebenfalls 2022 feierte das Time Warp Festival seine Premiere in Santiago de Chile in Chile. 2024 wurde die erste Ausgabe in Madrid, Spanien ausgetragen.
Für die Ausgabe 2025 in Mannheim wurden einige Änderungen vorgenommen. Zum ersten Mal wurden zusätzliche Ticketoptionen wie das Early Morning- (gültig ab 5 Uhr morgens) sowie das Early Evening-Ticket (gültig vor 22 Uhr) angeboten. Zudem wurde ein vollständiges cashless-System eingeführt, um die Warteschlangen an den Bars zu entlasten.
Zum ersten Mal gibt es 2025 eine Frühjahrs- und eine Herbstausgabe des Festivals in Mannheim.

## Übersicht

### Deutschland
| Datum                 | Veranstaltungsort        | Line-Up |
| --------------------- | ------------------------ | --- |
| 26. November 1994     | Walzmühle, Ludwigshafen  | Speedy J, Robert Armani, Laurent Garnier, John Acquaviva, Lunatic Asylum, Acid Junkies, Patrick Lindsey, Trope, Kid Paul, Groover Klein. Heiko M/S/O, Mr. Erg |
| 20. Mai 1995          | Maimarkthalle, Mannheim  | Richie Hawtin, Laurent Garnier, Sven Väth, Carl Cox, Josh Wink, Kid Paul, Juan Atkins, LFO, Air Liquide, Peter Lazonby, Cosmic Baby |
| 2. Dezember 1995      | Walzmühle, Ludwigshafen  | Sven Väth, Richie Hawtin, Darren Emmerson, John Acquaviva, Kevin Saunderson, DJ Hell, Earth Nation, Ian Pooley, Rob Acid, Unit Moebius |
| 25. Mai 1996          | Arena Berlin, Berlin     | Orbital, Cosmic Baby, Sun Electric, Sluts n Strings, Theriot, Der Dritte Raum, Dr. Rockit, Seven Sisters, Gregory Fleckner Quintet, Todd Terry, Marcos Lopez, Mitja Prinz, Seebase, Underground Resistance, DJ Assault Squad |
| 29. März 1997         | Pier 2, Bremen           | Sven Väth, DJ Hell, Oliver Huntemann, Speedy J |
| 19. April 1997        | Halle 101, Speyer        | The LIVE experience Speedy J; Hardfloor; C.J. Bolland; Spooky; der dritte Raum; scientific research |
| 22. November 1997     | Messehalle, Sinsheim     | Sven Väth, Carl Cox, Cosmic Baby, Westbam, Darren Emerson, Der Dritte Raum, Josh Wink, Richie Hawtin, Baby Ford, Cristian Vogel, Alter Ego |
| 30. Mai 1998          | Industriehalle, Mannheim | Sven Väth, DJ Dag, DJ Hell, Kevin Saunderson, Tanith, Alex Reece, Kemistry & Storm, Bandulu, Earth Nation, Paul M, Mark NRG |
| 22. August 1998       | Pier 2, Bremen           | Carl Cox, Pascal F.E.O.S., Oliver Huntemann, Thomas Schumacher |
| 27. März 1999         | Werkhof, Mannheim        | Carl Cox, Sven Väth, Talla 2XLC, DJ Dag, Marc Bean, Cari Lekebusch, Monika Kruse |
| 4. April 1999         | Pier 2, Bremen           | Sven Väth, Oliver Huntemann, Thomas Schumacher |
| 8. April 2000         | Maimarkthalle, Mannheim  | Sven Väth, Carl Cox, Paul van Dyk, DJ Dag, Laurent Garnier, DJ Hell, Der Dritte Raum, Thomas P. Heckmann, Chris Liebing, Rolando, Kevin Saunderson, Tom Novy, Taucher, Talla 2XLC, Gayle San |
| 7. April 2001         | Maimarkthalle, Mannheim  | Sven Väth, Carl Cox, Adam Beyer, Chris Liebing, Richie Hawtin, Technasia, Cristian Vogel, DJ Rush, DJ Hell, Orlando Voorn, Holgi Star, Marco Remus, Daniel Benavente, Vorsprung durch Technik, Somalux, Toni Rios, W.J. Henze, Pascal FEOS, Ellen Allien, Monika Kruse, Gayle San, Marc Bean, DJ Dag, Talla 2XLC, Der Dritte Raum, Mauro Picotto, Kai Tracid, D-Cut, Artful Dodger, John Acquaviva, Tom Novy, Seebase, DJ T, Naughty, Ramin, DJ Koze, Ricardo Villalobos, Tobi Neumann, C1, Christian Smith, Thomas Lux, Andrew Richley & Ryan Rivera, Maze, Crazy Erg, Punkfood, Soundball, Soulsurfer, Shaneen, Benji, Sunship, Sweet Female Attitude, Nookie & Bailey |
| 6. Oktober 2001       | Arena, Werdau            | Jeff Mills, Alter Ego, Justin Berkovi, Adam Beyer, Cari Lekebusch, Chris Liebing, Toni Rios, Gallen, Marco Remus |
| 25. August 2001       | Hannover                 | |
| 24. November 2001     | Hannover                 | Sven Väth, Carl Cox, DJ Hell, Paul Johnson, Bad Boy Bill, Ricardo Villalobos, DJ Hooligan, Milk & Sugar, Kai Tracid, Mark Spoon |
| 6. April 2002         | Maimarkthalle, Mannheim  | Sven Väth, Jeff Mills, Dave Clarke, Kevin Saunderson, DJ Rush, Umek, Valentino Kanzyani, Chris Liebing, Frank Lorber, Silicone Soul, Michael Mayer, Ricardo Villalobos, W.J. Henze, Karotte, DJ Erg, Marc Bean, Seebase, Green Velvet, Funk D’Void, Gadgets, Thomas P. Heckmann, Anthony Rother |
| 5. April 2003         | Maimarkthalle, Mannheim  | Sven Väth, Paul van Dyk, Richie Hawtin, Chris Liebing, Adam Beyer, Timo Maas, Dave Clarke, Turntablerocker, Umek, Ricardo Villalobos, Marco Bailey, DJ Koze, Tobi Neumann, Ata & Heiko MSO, DJ T, Toni Rios, M.A.N.D.Y., D.Diggler, DJ Erg, Marc Bean, Mark Spoon, Seebase, Dirk Schneider, Felipe, Ramin, Meat, Kazu Kimura, Leila Abu-Er-Rub, Speedy J, The Advent, Alter Ego, Vanguard, Tok Tok & Soffy O, Legowelt |
| 2. Oktober 2003       | Messe, Hannover          | Sven Väth, Carl Cox, Laurent Garnier, Chris Liebing, DJ Koze, Ricardo Villalobos, Moguai, Moonbootica, Blank & Jones, Kai Tracid, Tomcraft, Tobi Neumann, C1, Melanie Di Tria, DJ Pierre, Chi, Holgi Star, Dave Clarke, Technasia, Der Dritte Raum, Vanguard, Scan X |
| 27. März 2004         | Maimarkthalle, Mannheim  | Sven Väth, Carl Cox, Richie Hawtin, Josh Wink, DJ Rush, Chris Liebing, Adam Beyer, Mauro Picotto, Monika Kruse, Ricardo Villalobos, Marco Bailey, John Acquaviva, Agoria, Ben Long, Tiefschwarz, Karotte, Seebase, Marc Bean, Leila Abu-Er-Rub, Klangkind, Chris Zander, Der Dritte Raum, Speedy J, Alexander Kowalski |
| 2. April 2005         | Maimarkthalle, Mannheim  | Sven Väth, Richie Hawtin, DJ Rush, DJ Hell, Dave Clarke, Chris Liebing, Ricardo Villalobos, Moguai, Timo Maas, Mauro Picotto, DJ Koze, Monika Kruse, Marco Bailey, Pascal FEOS, Karotte, Wighnomy Brothers, Toni Rios, Felipe, Ricardo Ferri, Seebase, Marc Bean, Leila Abu-Er-Rub |
| 8. April 2006         | Maimarkthalle, Mannheim  | Sven Väth, Richie Hawtin, Chris Liebing, Ben Sims, David Guetta, Ricardo Villalobos, Tiefschwarz, Turntablerocker, Timo Maas, The Disco Boys, Moguai, Loco Dice, Luciano, Kid Alex, James Holden, André Galluzzi, DJ Murphy, Karotte, Dominik Eulberg, Lucca, Magda, René Vaitl, Sven Wittekind, Robert Natus, Amok, Frank Kvitta, Seebase, Nick Curly, Marc Bean, Nekes, Ray Okpara, Johnny D, Federico Molinari, Lovarro&Styles, Mathew Jonson, Lexy & K-Paul |
| 31. März 2007         | Maimarkthalle, Mannheim  | Sven Väth, Richie Hawtin, Dave Clarke, DJ Hell, Ricardo Villalobos, Chris Liebing, Jeff Mills, Kevin Saunderson, DJ Rush, Umek, Valentino Kanzyani, Frank Lorber, Silicone Soul, Michael Mayer, W.J. Henze, Karotte, DJ Erg, Marc Bean, Seebase, Green Velvet, Funk D’Void, Gadgets, Thomas P. Heckmann, Anthony Rother, Mathew Jonson, Deichkind, Lexy & K-Paul, Extrawelt, Martin Buttrich |
| 5. April 2008         | Maimarkthalle, Mannheim  | Sven Väth, Richie Hawtin, Moonbootica, Carl Cox, Ricardo Villalobos, Chris Liebing, Laurent Garnier, Turntablerocker, The Disco Boys, Digitalism, Loco Dice, Karotte, Tiefschwarz, Marco Carola, Pet Duo, Boys Noize, Rush, DJ Murphy, Johnny D, Nick Curly, Stefano Libelle, Luciano, Raresh, Magda, Âme, Marco Carola, Seebase, Manon, Federico Molinari, Nekes, Blast SL, Lovarro & Styles, Sasch BBC, Gerd Janson, Jay Edit, Alter Ego, Brian Sanhaji, 2000 and One |
| 4. April 2009         | Maimarkthalle, Mannheim  | Sven Väth, Carl Cox, Richie Hawtin, Laurent Garnier, Ricardo Villalobos, Dave Clarke, Turntablerocker, Monika Kruse, Chris Liebing, DJ Koze, The Disco Boys, Loco Dice, Luciano, Josh Wink, Karotte, Marco Carola, Magda, Barem, Seebase, Nick Curly, Nekes, Steffen Baumann, Federico Molinari, Robert Dietz, Nick Curly, Sascha Dive, Sasch BBC, Jay Edit, Blast SL, Stefano Libelle, Anthony Rother, Mathew Jonson, Lexy & K-Paul, Paul, Joris Voorn, Sis, Reboot, Subsonic Park |
| 27. März 2010         | Maimarkthalle, Mannheim  | Sven Väth, Richie Hawtin, Ricardo Villalobos, Loco Dice, Dubfire, Marco Carola, Magda, Turntablerocker, Chris Liebing, Monika Kruse, Karotte, Felix Kröcher, Ellen Allien, The Disco Boys, Tobi Neumann, Dixon, Lexy, Dorian Paic, Arian, Chris Tietjen, LMO & Roby, Robert Dietz, Martin Buttrich, Reboot, Sasch BBC |
| 2. April 2011         | Maimarkthalle, Mannheim  | Sven Väth, Richie Hawtin, Carl Cox, Ricardo Villalobos, Luciano & Carl Craig, Loco Dice, Marco Carola, Dubfire, Josh Wink, Chris Liebing, Monika Kruse, Magda, Len Faki, Karotte, Seth Troxler, Moonbootica, Oliver Koletzki, Nick Curly, Mathias Kaden, Masomenos, Butch, Stefan Goldmann, Seebase, Nekes, Steffen Baumann, Sasch BBC, Stefano Libelle, Blast SL, Felix Neumann, Laurent Garnier, Henrik Schwarz, Slam, Planetary Assault Systems, Lexy & K-Paul, Gaiser Barem, Marek Hemmann, Subsonic Park, Pulshar, Laserkraft 3D, Fimo, Manolos Indub |
| 31. März 2012         | Maimarkthalle, Mannheim  | Sven Väth, Richie Hawtin, Carl Cox, Ricardo Villalobos, Marco Carola, Loco Dice, Dubfire, Adam Beyer, Chris Liebing, DJ Rush, John Digweed, Magda, Monika Kruse, Marcel Dettmann, Ben Klock, Steve Lawler, Davide Squillace, Jamie Jones, Visionquest, Paco Osuna, Pan-Pot, Mathias Kaden, Nick Curly, tINI, Dorian Paic, Robert Dietz, Felix Kröcher, Seebase, Federico Molinari, Steffen Baumann, Sasch BBC, Steffen Deux, Lautleise, Laurent Garnier, Extrawelt, AKA AKA feat. Thalstroem, Paul Ritch, Guti, Maetrik, Hobo |
| 6. April 2013         | Maimarkthalle, Mannheim  | Sven Väth, Richie Hawtin, Carl Cox, Luciano, Laurent Garnier, Ricardo Villalobos, Loco Dice, Marco Carola, Dubfire, Chris Liebing, Visionquest, Jamie Jones, Dixon, Len Faki, Magda, Ellen Allien, Monika Kruse, Karotte, Marcel Dettmann, Pan-Pot, Joseph Capriati, Agoria, Matthias Tanzmann, Mathias Kaden, Nick Curly, Valentino Kanzyani, Niconé & Sascha Braemer, Adam Port, David Mayer, Rampa, &ME, Tommy Four Seven, Wankelmut, Hector, Nekes, Seebase, Steffen Baumann, Sasch BBC, Steffen Deux, Sebastian Kreikemeier, Gaiser, Lexy & K-Paul, Matador, Oliver Schories, Bunte Bummler |
| 5. April 2014         | Maimarkthalle, Mannheim  | Adam Beyer, Ben Klock, Björn Hummerich, Bunte Bummler, Carl Cox, Chris Liebing, Chris Wood & Meat, Daniel Schlender, Sedee, Dubfire, Ernesto Ferreyra & Mirko Loko, Gregor Tresher, Ilario Alicante, Jamie Jones, John Digweed, Joseph Capriati, Josh Wink, Karotte, Laurent Garnier, Loco Dice, Luciano, Magda, Marcel Dettmann, Marco Carola, Monika Kruse, Moonbootica, Nick Curly, Oliver Koletzki, Pan-Pot, Recondite, Ricardo Villalobos, Richie Hawtin, Robert Dietz, Sasch BBC, Scan X, Seebase, Seth Troxler, Sonja Moonear, Steffen Baumann, Steffen Deux, Sven Väth, Tale Of Us, tINI |
| 25. Oktober 2014      | Maimarkthalle, Mannheim  | Sven Väth, Richie Hawtin, Luciano, DJ Koze, Alex Azary |
| 5. April 2015         | Maimarkthalle, Mannheim  | AKA AKA feat. Thalstroem, Alle Farben, Andhim, Audion, Bunte Bummler, Carl Cox, Chris Liebing, Dixon, Dubfire, Felix Kröcher, Ilario Alicante, Jamie Jones, Joseph Capriati, Karotte, Laurent Garnier, Len Faki, Loco Dice, Luciano, Magda, Marco Carola, Monika Kruse, Monkey Safari, Niconé & Sascha Braemer, Paco Osuna, Pan-Pot, Ricardo Villalobos, Richie Hawtin, Rødhåd, Sasch BBC, Seebase, Sedee, Seth Troxler, Steffen Baumann, Steffen Deux, Steve Rachmad, Sven Väth, Tale Of Us, The Martinez Brothers, Timo Maas, tINI |
| 2. April 2016         | Maimarkthalle, Mannheim  | Adam Beyer, Alle Farben, Apollonia, Bunte Bummler, Carl Cox, Joseph Capriati, Chris Liebing, Dixon, Dubfire, Falscher Hase, Jamie Jones, Karotte, Kölsch, Laurent Garnier, Len Faki, Loco Dice, Luciano, Maceo Plex, Magda, Marco Carola, Monika Kruse, Nick Curly, Nicole Moudaber, Niconé & Sascha Braemer, Nina Kraviz, Pan-Pot, Petar Dundov, Recondite, Ricardo Villalobos, Richie Hawtin, Sasch BBC, Schwarzmann, Seebase, Sedee, Seth Troxler & The Martinez Brothers, Solomun, Steffen Baumann, Steffen Deux, Sven Väth, Tale Of Us |
| 1. April 2017         | Maimarkthalle, Mannheim  | &ME, Adam Beyer, Adriatique, Bunte Bummler, Butch, Carl Cox, Chris Liebing, Chris Wood & Meat, Dixon, Dubfire, Extrawelt, Fabio Florido, Jackmaster, Jamie Jones, Joseph Capriati, Karotte, Klaudia Gawlas, Loco Dice, Luciano, Maceo Plex, Marco Carola, Mathias Kaden, Monika Kruse, Nick Curly, Nina Kraviz, Pan-Pot, Ricardo Villalobos, Richie Hawtin, Rødhåd, Sam Paganini, Seebase, Seth Troxler, Solomun, Sonja Moonear, Steffen Baumann, Steffen Deux, Sven Väth, Tale Of Us, The Martinez Brothers, tINI |
| 7. April 2018         | Maimarkthalle, Mannheim  | Adam Beyer, Adriatique, Amberoom, Apollonia, Ben Klock, Boris Brejcha, Chris Liebing, Dixon, Dorian Paic, Dubfire, Jamie Jones, Jon Rundell, Joseph Capriati, Karotte, Konstantin Sibold, Laurent Garnier, Len Faki, Loco Dice, Luciano, Maceo Plex, Magda, Marco Carola, Monika Kruse, Nastia, Nick Curly, Nicolas Lutz, Nina Kraviz, Pan-Pot, Paula Temple, Raresh, Ricardo Villalobos, Rødhåd, Sasch BBC, Seebase, Seth Troxler, SHDW & Obscure Shape, Solomun, Sonja Moonear, Steffen Baumann, Sven Väth, Tale Of Us, The Martinez Brothers |
| 6. April 2019         | Maimarkthalle, Mannheim  | Adam Beyer, Adriatique, Âme, Amelie Lens, Baba Stiltz, Ben Klock, Boris Brejcha, Carl Cox, Charlotte de Witte, Chris Liebing, Craig Richards, Dixon, Dorian Paic, Dubfire, Fabe, Jamie Jones, Joseph Capriati, Joy Orbison, Karotte, Kölsch, Laurent Garnier, Len Faki, Loco Dice, Luciano, Maceo Plex, Magda, Marco Carola, Margaret Dygas, Monika Kruse, Nick Curly, Nina Kraviz b2b Helena Hauff, Pan-Pot, Peggy Gou, Recondite, Ricardo Villalobos b2b Craig Richards, Ricardo Villalobos, Richie Hawtin, Seebase, Seth Troxler, Solomun b2b Tale Of Us b2b Dixon, Solomun, Steffen Baumann, Sven Väth, Tale Of Us, The Martinez Brothers, tINI |
| 28.–29. Oktober 2022  | Maimarkthalle, Mannheim  | Tag 1: Amelie Lens, Denis Sulta, Enrico Sangiuliano, Joseph Capriati, Loco Dice, Maceo Plex, Pan-Pot, Perel, Reinier Zonneveld, Richie Hawtin, Sama' Abdulhadi Tag 2: Adam Beyer, Dax J, Héctor Oaks, KAS:ST, Kobosil, Kölsch, MARRØN, Paula Temple, Peggy Gou, Solomun, Sven Väth, VTSS |
| 1. April 2023         | Maimarkthalle, Mannheim  | Adam Beyer, Adriatique, Amelie Lens, Andrea Oliva, Ann Clue, The Blessed Madonna, Boris Brejcha, Charlotte de Witte, Dax J, Dixon, DJ Koze, Gerd Janson, I Hate Models, Jamie Jones, Joseph Capriati, Karotte, KiNK, Klangkuenstler, Kobosil, Kölsch, Loco Dice, Luigi Madonna, Maceo Plex, Marco Carola, Mathew Jonson, Nina Kraviz, Pan-Pot, Paula Temple, Reinier Zonneveld, Reznik, Ricardo Villalobos, Richie Hawtin, Rødhåd, Seebase, Seth Troxler, Sonja Moonear, Steffen Baumann, Sven Väth, The Martinez Brothers |
| 5. & 6. April 2024    | Maimarkthalle, Mannheim  | 8Kays, 999999999, Adam Beyer, Adriatique, Âme, Anetha, Anfisa Letyago b2b Héctor Oaks, ANNA b2b Sama' Abdulhadi, ARTBAT, Ben Klock b2b Adiel, Boston 168 Live, Chloé Caillet b2b Desiree, Clara Cuvé, Chris Liebing b2b Speedy J, David Löhlein, Dax J b2b SPFDJ, DJ Gigola, DJ Holographic, Enrico Sangiuliano, FJAAK, Fadi Mohem, Gerd Janson, Honey Dijon, I Hate Models, Indira Paganotto, Jamie Jones b2b Stevie Martinez, Jayda G, Jimi Jules, Joseph Capriati, Juliet Fox, Karotte, KAS:ST, Kevin de Vries, Kevin Saunderson presents E-Dancer, Kobosil, Laurent Garnier, Lee Ann Roberts, Loco Dice, Marco Carola, Mochakk, Nina Kraviz, NTO Live, Octave One Live, Ogazón, PAN-POT, Patrick Mason, Paula Temple, Reinier Zonneveld, Ricardo Villalobos, Richie Hawtin, Rødhåd, Sam Paganini, Sara Landry, Seebase, Seth Troxler b2b Stevie Martinez, Seth Troxler b2b GOLFOS (Dennis Cruz b2b Pawsa), Silvie Loto, Solomun b2b Marcel Dettmann, Sven Väth, ÜBERKIKZ |
| 5. April 2025         | Maimarkthalle, Mannheim  | Acid Pauli, Adam Beyer, Adam Ten, Adiel b2b Quest, Airrica, Amelie Lens, Anfisa Letyago, Ben Klock, Black Coffee, CamelPhat, Carlita, Charlotte de Witte, Clara Cuvé, Daria Kolosova b2b Héctor Oaks, David Löhlein, Dixon b2b Chloé Caillet, DJ Heartstring, Enrico Sangiuliano, Franky Rizardo, HAAi, Indira Paganotto, Jamie Jones, Joseph Capriati, KI/KI, Loco Dice, Malugi, Marco Carola, Mischluft b2b Pegassi, Nina Kraviz, Pan-Pot, Patrick Mason, Ricardo Villalobos, Richie Hawtin, Sedef Adasï, Seebase, Seth Troxler, Sven Väth, Syreeta |
| 7. & 8. November 2025 | Maimarkthalle, Mannheim  | 999999999, Adrián Mills b2b Cloudy, Âme live b2b Jimi Jules, Azyr b2b Clara Cuvé, Bad Boombox, BLOND:ISH b2b Josh Baker, Chris Stussy, DJ Gigola, Estella Boersma, Funk Tribu b2b Odymel, I Hate Models, Joris Voorn, Kalte Liebe Live, KI/KI b2b SPFDJ, KILIMANJARO, Lilly Palmer, LP Giobbi, MCR-T, Nina Kraviz, NOVAH, Reinier Zonneveld Live, Reznik, Sven Väth, VICTORIA |

### Tschechien
| Datum            | Veranstaltungsort      | Line-Up |
| ---------------- | ---------------------- | --- |
| 22. Oktober 2005 | Průmyslový palác, Prag | Sven Väth, Monika Kruse, Mauro Picotto, Ricardo Villalobos, Tiefschwarz, Marco V, Lucien Foort Tube Tech, Elite, Ruby, San, Laydee Jane, Quintin, Spyro, Felipe |

### Österreich
| Datum        | Veranstaltungsort | Line-Up |
| ------------ | ----------------- | --- |
| 27. Mai 2006 | Gasometer, Wien   | Laurent Garnier, Jeff Mills, Der Dritte Raum, Tiefschwarz, Ray Okpara, Nekes, Johnny D, Federico Molinari, Felipe |

### Italien
| Datum              | Veranstaltungsort         | Line-Up |
| ------------------ | ------------------------- | --- |
| 29. Februar 2008   | Charlet, Turin            | Marco Carola, Karotte, Raresh |
| 1. Oktober 2011    | Fiera Milano Rho, Mailand | Carl Cox, Chris Liebing, Cirillo, Clockwork, Ellen Allien, Fabrizio Maurizi, Karotte, Lele Sachhi, Loco Dice, Magda, Mass Prod, Richie Hawtin, Sven Väth                                                                                               |
| 29. September 2012 | Fiera Milano Rho, Mailand | Carl Cox, Chris Liebing, Ellen Allien, Ezikiel, Fabio della Torre, Giorgio Gigli, Karotte, Lele Sacchi, Loco Dice, Lucy, Marco Carola, Marco Effe, Matthias Tanzmann, Monika Kruse, Pan-Pot, Premiesku, Richie Hawtin, Romano Alfieri, Sven Väth, Yaya |

### Schweiz
| Datum         | Veranstaltungsort | Line-Up                                   |
| ------------- | ----------------- | ----------------------------------------- |
| 31. März 2008 | Hive Club, Zürich | Karotte, Tobi Neumann, Manon, Full Duplex |

### Niederlande
| Datum             | Veranstaltungsort               | Line-Up |
| ----------------- | ------------------------------- | --- |
| 8. März 2008      | Off Corso, Rotterdam            | Loco Dice, Karotte |
| 29. November 2008 | Maassilo, Rotterdam             | Laurent Garnier, Karotte, Ben Sims, Marco Carola, Moonbootica, The Disco Boys, Benny Rodrigues, Raresh, Pedro, Rhadoo, Miss Monica, Federico Molinari, Warren Fellow, Darko Esser, Remy, Hearthrob, Joris Voorn, Johnny D |
| 12. Dezember 2009 | Maassilo, Rotterdam             | Sven Väth, James Holden, Karotte, Michel de Hey, Seebase, Daniel Stefanik, Marek Hemmann, Dennis Ruyer, Daniel Sanchez, Collabs feat. Chris Liebing & Speedy J, Christian Varela, Technasia, Secret Cinema, Darko Esser, Loco Dice, Marco Carola, Clickbox, Gaiser, Nekes, Remy, Bo & Nijs, Gideon Bouwens, Joey Daniel, Size |
| 4. Dezember 2010  | Sporthallen Zuid, Amsterdam     | Sven Väth, Loco Dice, Marco Carola, Karotte, Chris Liebing, Speedy J, Matthias Tanzmann, Dixon, Sandwell District, Laurent Garnier, Planetary Assault Systems, Arjuna Schiks |
| 10. Dezember 2011 | Brabanthallen, ’s-Hertogenbosch | Richie Hawtin, Sven Väth, Loco Dice, Marco Carola, Chris Liebing, Monika Kruse, Karotte, Luke Slater, Marcel Dettmann, Ben Klock, Matthias Tanzmann, Steve Rachmad, Michel de Hey, Miss Djax, Remy, Secret Cinema, Benny Rodrigues, Boris Werner, Lauhaus, Darko Esser, Tommy Four Seven, Prins Thomas, Todd Terje, Gerd Janson, Round Table Knights, Joey Daniel, Mike Drama, Seebase, Warren Fellow, Underworld, Extrawelt, Henrik Schwarz, Paul Ritch, Tensnake                                                                      |
| 8. Dezember 2012  | Jaarbeurs, Utrecht              | Sven Väth, Chris Liebing, Gui Boratto, Umek, John Digweed, Robert Hood, Extrawelt, Paco Osuna, Marcel Dettmann, Nic Fanciulli, Karotte, Gaiser, Monika Kruse, Joseph Capriati, Guti, Kollektiv Turmstrasse, Mathias Kaden, AKA AKA feat. Thalstroem, Michel de Hey, Steve Rachmad, Egbert, Marcel Fengler, Benny Rodrigues, Tommy Four Seven, Darko Esser, Remy, Arjuna Schiks, Olivier Weiter, Wouter de Moor, Nuno dos Santos, Invite, William Kouam Djoko, Tom Ruijg, Jasper Wolff, Maarten Mittendorff, Miss Melera, Some Chemistry |
| 7. Dezember 2013  | Jaarbeurs, Utrecht              | Sven Väth, Loco Dice, Chris Liebing, Magda, Pan-Pot, Art Department, Monika Kruse, Marcel Dettmann, Karotte, Steve Rachmad, Michel de Hey, Dominik Eulberg, Oliver Koletzki, Mathias Kaden, Benny Rodrigues, Gary Beck, Nicole Moudaber, Robert Dietz, Nick Curly, Mano Le Tough, Subb-an, Andhim, &ME, David Mayer, Marcus Worgull, Olivier Weiter, Joey Daniel, ONNO, Abstract Division, Satori, Pony, Gregor Tresher, Paul Ritch, Tripeo                                                                                             |
| 6. Dezember 2014  | Jaarbeurs, Utrecht              | Adriatique, Chris Liebing, De Sluwe Vos, Detroit Swindle, DJ Tennis, Egbert, Florinsz Janvier, Fritz Kalkbrenner, Function, Guti, Henrik Schwarz, Ici Sans Merci, Job Jobse, Joey Daniel, Joop Junior, Joran van Pol, Joseph Capriati, Juan Sanchez, Karenn, Karotte, Maceo Plex, Man With No Shadow, Marcel Fengler, Matador, Maya Jane Coles, Monika Kruse, Nuno dos Santos, Pan-Pot, Pfirter, Prunk, Ricardo Villalobos, Robert Hood, ROD, Steve Rachmad, Sven Väth, tINI                                                            |

### Spanien
| Datum                | Veranstaltungsort | Line-Up |
| -------------------- | ----------------- | --- |
| 4.–5. Oktober 2024   | IFEMA, Madrid     | Tag 1: Adiel, Andrea Oliva, Carlita, Fatima Hajji, Karretero b2b Kesia, Mochakk, Sara Landry, The Martinez Brothers, Trym, Zarco Tag 2: Adriatique, ARTBAT, Daria Kolosova, Héctor Oaks, Klangkuenstler, Luxi Villar, Richie Hawtin, Roll Dann b2b Anabel Arroyo, Sven Väth, Vintage Culture                          |
| 10.–11. Oktober 2025 | IFEMA, Madrid     | 999999999, Anna Tur, BLOND:ISH b2b Franky Rizardo, Charlotte de Witte, Chelina Manuhutu, Clara Cuvé, Daria Kolosova b2b Héctor Oaks, Deborah De Luca, Enrico Sangiuliano, Funk Tribu, Jamie Jones b2b Joseph Capriati, Karretero, KI/KI, Luxi Villar, Ogazón, Richie Hawtin: DEX EFX X0X, Seth Troxler, T.B.A., Zarco |

### Argentinien
| Datum                | Veranstaltungsort            | Line-Up |
| -------------------- | ---------------------------- | --- |
| 30.–31. Mai 2014     | Costa Salguero, Buenos Aires | Tag 1: Luciano, Loco Dice, Chris Liebing, Paco Osuna, Art Department, Barem Tag 2: Richie Hawtin, Tale Of Us, Joseph Capriati, The Martinez Brothers, Matador, Valentino Kanzyani |
| 17.–18. April 2015   | Costa Salguero, Buenos Aires | Tag 1: Davide Squillace, Dixon, DJ Tennis, Dubfire, Luciano, Pan-Pot, Ricardo Villalobos, Deep Mariano, Felipe Venegas, Leandro Fresco, Miguel Silver Tag 2: Âme, Chris Liebing, DJ Koze, Recondite, Sven Väth, Franco Cinelli, Jorge Savoretti, Julian Jeweil, Londonground, Luis Nieva, Momo, Popof           |
| 15.–16. April 2016 a | Costa Salguero, Buenos Aires | Tag 1: Chris Liebing, Deep Mariano, Guti, Jamie Jones, Kölsch, Loco Dice, Luis Nieva, Maceo Plex, Rødhåd, Tale of Us Tag 2: Barem, Dixon, Franco Cinelli, Henrik Schwarz, Jorge Savoretti, Leandro Fresco, Londonground, Luciano, Miguel Silver, Momo Trosman, Ricardo Villalobos, Raresh, Sven Väth (abgesagt) |

### Vereinigte Staaten
| Datum                 | Veranstaltungsort                       | Line-Up |
| --------------------- | --------------------------------------- | --- |
| 28.–29. November 2014 | 39th Street Pier, New York City         | Tag 1: Connie, Dubfire, Frank & Tony, Joseph Capriati, Lauren Ritter, Luciano, Orazio Rispo, No Regular Play, Sonja Moonear, The Martinez Brothers, tINI Tag 2: Anthony Parasole, Dixon, DJ Tennis, Josh Wink, Pan-Pot, Richie Hawtin, Sven Väth, Taimur & Fahad             |
| 20.–21. November 2015 | 39th Street Pier, New York City         | Tag 1: Black Coffee, Jamie Jones, Luciano, Monkey Safari, Ricardo Villalobos, Seth Troxler, Thugfucker, Taimur & Fahad, Vanjee, Nadav Vee, Shahar Tag 2: Apollonia, Chris Liebing, Joseph Capriati, Len Faki, Recondite, Sven Väth, Tale Of Us, Julia Govor, MS. Mada, Bakke |
| 22.–23. November 2019 | The New York Expo Center, New York City | Amelie Lens, Avision, Denis Sulta, Enzo Siragusa, Joseph Capriati, Loco Dice, Maceo Plex, Mind Against, Mink, Nina Kraviz, PAN-POT, Peggy Gou, Reinier Zonneveld, Ricardo Villalobos, Richie Hawtin, Sonja Moonear, Sven Väth, Tijana T                                      |
| 19.–20. November 2021 | Brooklyn, New York City                 | Adriatique, Âme, Avision, Ben Klock b2b Marcel Dettmann, Desna, Jamie Jones b2b Seth Troxler, KiNK, Kobosil, Mink b2b O.BEE, Nina Kraviz, PAN-POT, Paula Temple, Reinier Zonneveld, Ricardo Villalobos b2b Craig Richards, Richie Hawtin, Shahar, Stephan Bodzin             |
| 18.–19. November 2022 | Brooklyn Storehouse, New York City      | Tag 1: ARTBAT, Mind Against, Mink b2b Pablo Romero, Ricardo Villalobos, Sven Väth Tag 2: Adam Beyer, Anfisa Letyago, Enrico Sangiuliano, FadeFace, Nicole Moudaber |
| 17.–18. November 2023 | Brooklyn Storehouse, New York City      | Tag 1: Adiel, Ilario Alicante b2b Sam Paganini, Joseph Capriati b2b Vintage Culture, KAS:ST, Miluhska, Nina Kraviz, PAN-POT, Sara Landry Tag 2: Aurora Halal, Chris Stussy, GOLFOS (Dennis Cruz b2b PAWSA), Klangkuenstler, Mink, Paula Temple, Reinier Zonneveld            |
| 22.–23. November 2024 | Brooklyn Storehouse, New York City      | Tag 1: Afriqua, AQUTIE, DJ Tennis b2b Jimi Jules, Indira Paganotto, Lilly Palmer, Mink, Nina Kraviz, Patrick Mason, Ricardo Villalobos, Sven Väth Tag 2: Anfisa Letyago b2b Héctor Oaks, CamelPhat, Clara Cuvé, DJ Gigola, Eli Iwasa, Kevin de Vries, Kobosil, Tony Y Not    |
| 21.–22. November 2025 | Brooklyn Storehouse, New York City      | TBA |

### Brasilien
| Datum                 | Veranstaltungsort             | Line-Up |
| --------------------- | ----------------------------- | --- |
| 2.–3. November 2018   | Anhembi Parque, São Paulo     | Tag 1: Amelie Lens, Barbara Boeing, Carrot Green, Derrick Carter, DJ Sneak, Joseph Capriati, L cio, Nina Kraviz, The Martinez Brothers, Valesuchi, Vermelho Tag 2: Aninha, ANNA, Barnt, Gop Tun, Gui Boratto, Ilario Alicante, Kölsch, Maceo Plex, Sven Väth, HNQO, Magal |
| 11.–12. November 2022 | ARCA, São Paulo               | Tag 1: KENYA20Hz, Michael Bibi, Mind Against, Sven Väth, Vermelho Tag 2: Ben Klock, Gezender, Kim Ann Foxman, Peggy Gou, Valentina Luz |
| 5.–6. Mai 2023        | Anhembi Parque, São Paulo     | Tag 1: Adam Beyer, Anfisa Letyago, Bonobo DJ Set, Chloé Caillet, Honey Dijon, Mochakk, OMOLOKO, Paula Temple, SHDW & Obscure Shape, Sheefit, The Martinez Brothers, Valentina Luz, VTSS Tag 2: Adriatique, Amelie Lens, ANNA b2b Sama' Abdulhadi, Bárbara Boeing, Bedouin, Ben Böhmer, CamelPhat, Due b2b Eli Iwasa, Héctor Oaks, KENYA20HZ b2b RHR, L cio, Massano, Patrick Mason, Tessuto |
| 3.–4. Mai 2024        | Vale do Anhangabaú, São Paulo | Tag 1: Black Coffee, Chaos In The CBD, Chris Stussy, Delcu, DJ Holographic, DJ Seinfeld, Gartzzea, HAAi, Hercules & Love Affair DJ Set, Horse Meat Disco, I Hate Models, Mari Boaventura, Marta Supernova, Mochakk, Richie Hawtin, TSHA, Valentina Luz b2b Eli Iwasa, Vermelho Tag 2: 999999999, Bicep present Chroma AV DJ Set, Boys Noize, Due, FHTD, Gop Tun DJs, Hot Since 82, Klangkuenstler, Maceo Plex, Mall Grab, Mila Journée, Roman Flügel, Sara Landry, Silenzo, Skin On Skin, Slim Soledad, Sven Väth, WhoMadeWho Hybrid DJ Set |

### Chile
| Datum          | Veranstaltungsort                 | Line-Up |
| -------------- | --------------------------------- | --- |
| 6.–7. Mai 2022 | Espacio Riesco, Santiago de Chile | Tag 1: Adriatique, Maceo Plex, Monolink, Paltamango, Umho b2b Alejandro Vivanco Tag 2: Charlotte de Witte, Kamila Govorcin, Kobosil, Marco Latrach, Palms Trax, Seth Troxler |
| 5.–6. Mai 2023 | Espacio Riesco, Santiago de Chile | Tag 1: Amelie Lens, Andrea Paz, Bedouin, Ben Böhmer, David Wolff, Sama' Abdulhadi Tag 2: Giorgia Angiuli, KAS:ST, Reinier Zonneveld, Rosselot b2b Trabko, Sven Väth, Wask    |